# Gilan-e-Gharb (Verwaltungsbezirk)
Gilan-e-Gharb (persisch شهرستان گیلانغرب) ist ein Schahrestan in der Provinz Kermānschāh im Iran. Er enthält die Stadt Gilan-e-Gharb, welche die Hauptstadt des Verwaltungsbezirks ist.

## Kreise
- Zentral (بخش مرکزی)
- Gowar (بخش گوار)

## Demografie
Bei der Volkszählung 2016 betrug die Einwohnerzahl des Schahrestan 57.007. Die Alphabetisierung lag bei 76 Prozent der Bevölkerung. Knapp 45 Prozent der Bevölkerung lebten in urbanen Regionen.
| Zensusjahr | Einwohnerzahl |
| ---------- | ------------- |
| 2011       | 62.858        |
| 2016       | 57.007        |